# Anton Stephan
Anton Stephan (* 11. März 1910 in Graz; † 26. Juli 1987) war ein österreichischer Politiker.

## Leben
Stephan wuchs auf dem väterlichen Gut in der Oststeiermark auf, besuchte das Gymnasium und studierte Rechtswissenschaften an der Universität Graz, wo er 1929 im Akademischen Corps Teutonia zu Graz aktiv wurde. Nach Abschluss des Studiums und Promotion übernahm er die Bewirtschaftung des Familienguts. Ab 1965 war er für die Steiermärkische Ferngasgesellschaft tätig.
1953 wurde Stephan für den Verband der Unabhängigen (VdU) Mitglied des steiermärkischen Landtags und im gleichen Jahr Landesrat. 1956 war er einer der Gründer der Freiheitlichen Partei Österreichs (FPÖ) und von 1957 bis 1965 3. Präsident des Steiermärkischen Landtags. 
Nach seinem Ausscheiden aus der Landespolitik blieb er Gemeinderat seiner Heimatgemeinde Kirchbach in Steiermark. Dort schied er 1980 nach dreißigjähriger Tätigkeit aus.

## Auszeichnungen
- Großes Goldenes Ehrenzeichen für Verdienste um die Republik Österreich
- Großes Goldenes Ehrenzeichen mit Stern für Verdienste um das Bundesland Steiermark